# Lê Đình Diên
Lê Đình Diên (1824-1883), hiệu là Cúc Linh và Cúc Hiên, là nhà khoa bảng sống dưới thời Nguyễn. Quê ông là thôn Hạ Đình, xã Nhân Mục Cựu, tổng Khương Đình, huyện Thanh Trì, phủ Thường Tín, tỉnh Hà Nội (nay thuộc phường Khương Đình, quận Thanh Xuân, thủ đô Hà Nội). Ông đỗ Hương cống (được gọi là Cử nhân dưới thời Nguyễn) năm Mậu Thân 1848, tức niên hiệu Tự Đức thứ 2. Năm sau, ông đỗ Hoàng giáp. Ông giữ các chức như Hàn lâm viện Biên tu, Tri phủ Tân An, Nội các Tu thư, Hàn lâm viện Kiểm thảo và Tu soạn, Đốc học Nghệ An và Hà Nội, Tư nghiệp Quốc tử giám. Sau ông cáo quan nghỉ hưu về mở trường dạy học và sống tại phố Hàng Đậu, Hà Nội .